# Cecilia Beaux

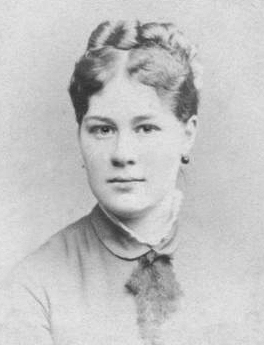
Cecilia Beaux, um 1888

Eliza Cecilia Beaux (* 1. Mai 1855 in Philadelphia, Pennsylvania; † 17. September 1942 in Gloucester, Massachusetts) war eine US-amerikanische Malerin.

## Leben
Cecilia Beaux wuchs nach dem frühen Tod der Mutter mit ihrer Schwester bei Verwandten mütterlicherseits auf, da sich ihr französischer Vater nicht viel mit seinen Töchtern befasste. Ab 1871 erhielt Cecilia von einer Tante, die vor allem durch ihre historischen und religiösen Bilder bekannt war, ihren ersten Zeichenunterricht. Aufgrund des großen Talentes sorgte die Tante dafür, dass sie sich bald bei einem holländischen Künstler weiterbilden konnte. Cecilia Beaux wurde schließlich 1877 an der Pennsylvania Academy als Studentin zugelassen. Ihr erstes Kunstwerk mit dem Titel Die letzten Tage der Kindheit, das sie im Jahr 1885 in Philadelphia ausstellte, wurde sofort ein Erfolg. Zwei Jahre später wurde dieses Gemälde auch in Paris erfolgreich ausgestellt.
1888 begann sie eine Europareise, auf der sie in Paris an der Académie Julian und der Académie Colarossi sowie in England und Italien die alten Meister in den Museen studierte. Ihre Lehrer waren unter anderem die Maler Tony Robert-Fleury und William Adolphe Bouguereau.
Ab 1900 lebte Cecilia Beaux in New York, wo sie sich vor allem für die reiche Oberschicht als Porträtmalerin hervortat. Schließlich verkehrte in ihrem Haus die New Yorker Prominenz aus Politik, Kunst und Wirtschaft, die sich gerne von ihr porträtieren ließ. So wurden auch ihre Ausstellungen gesellschaftliche Ereignisse.
Zu ihren Porträts zählen die von Georges Clemenceau, Edith Roosevelt, ihrer Tochter sowie von Sir David Beatty, 1. Earl Beatty.

## Galerie

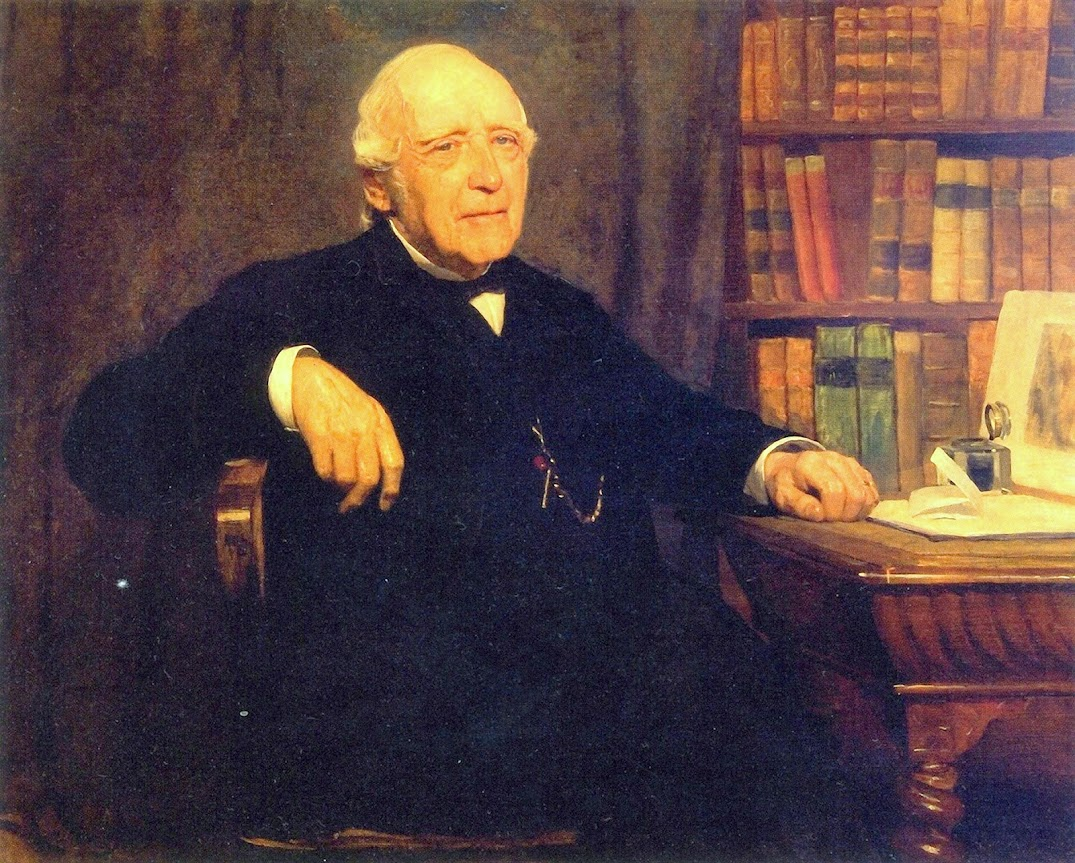
Rev. Dr. William Furness (1886)
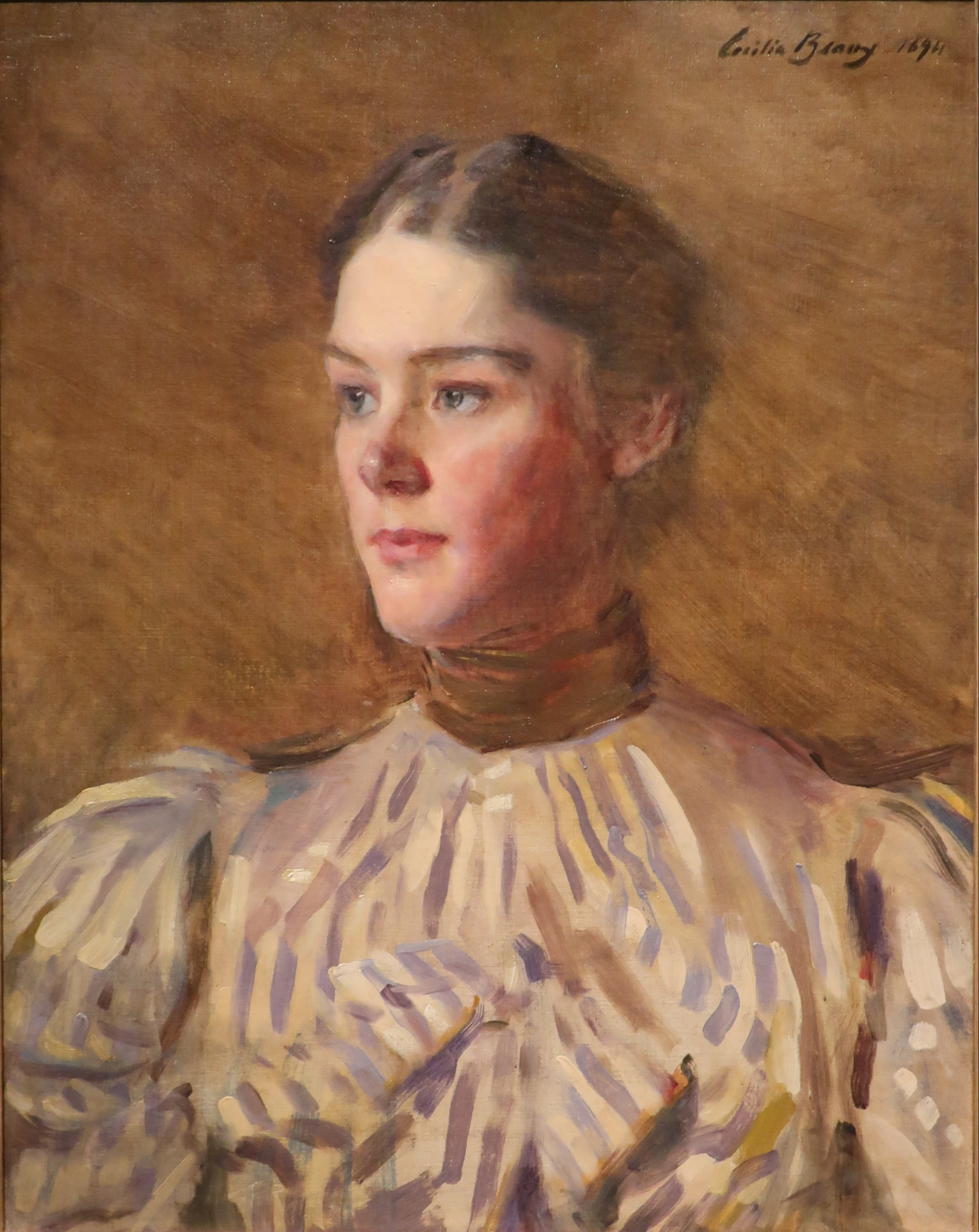
Selbstporträt (1894)
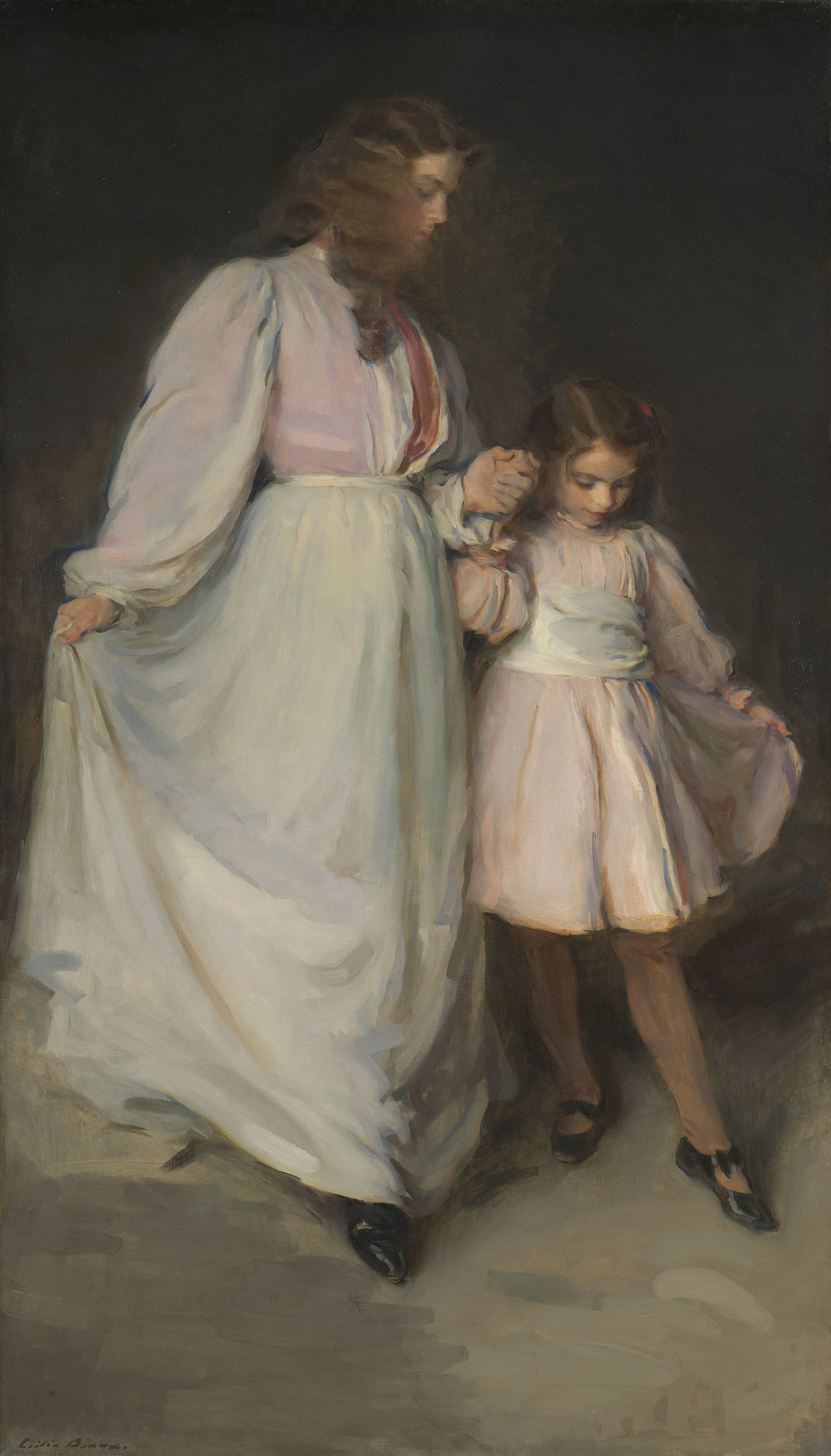
Dorothea and Francesca (1898)
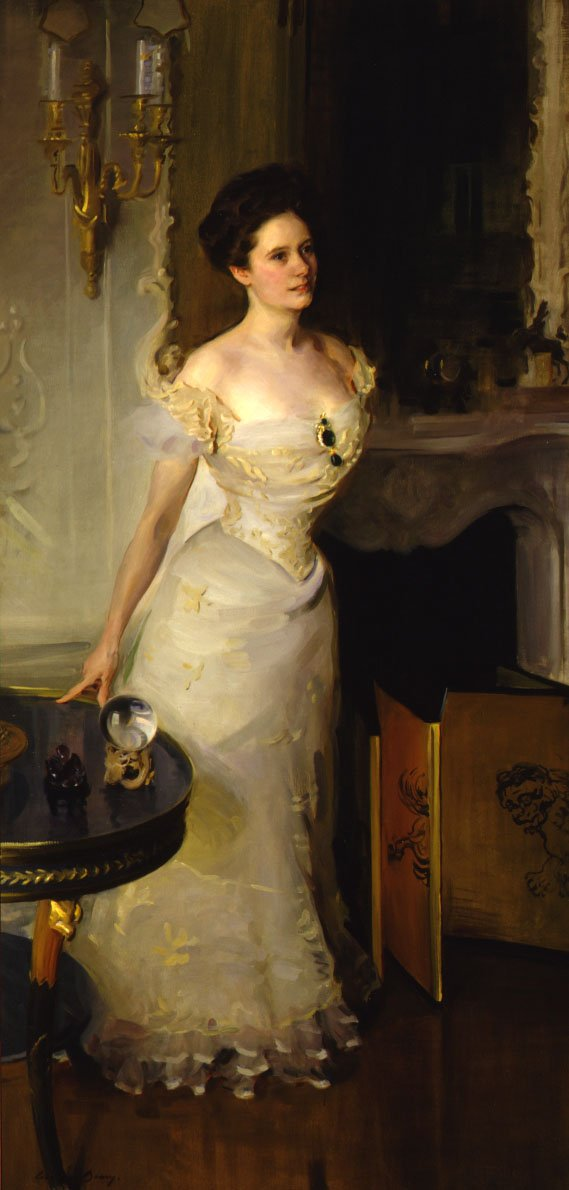
Mrs Larz Anderson (1901)
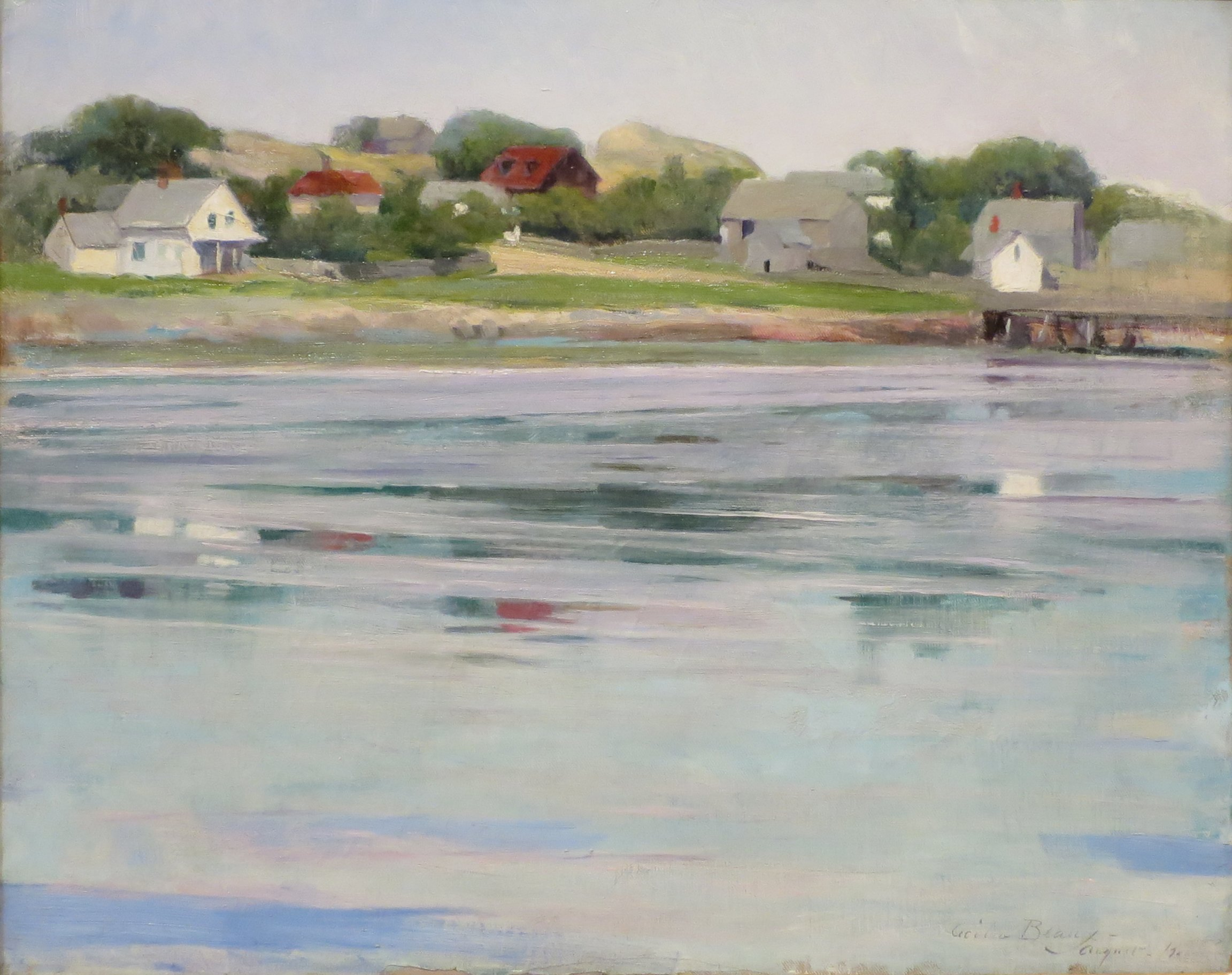
Half-Tide, Annisquam River (1905)
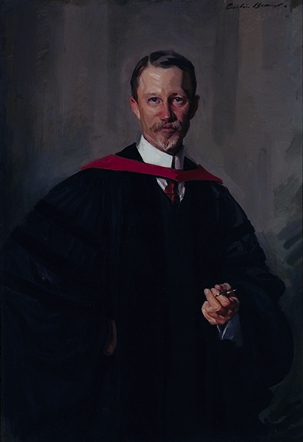
William Henry Howell (1911)
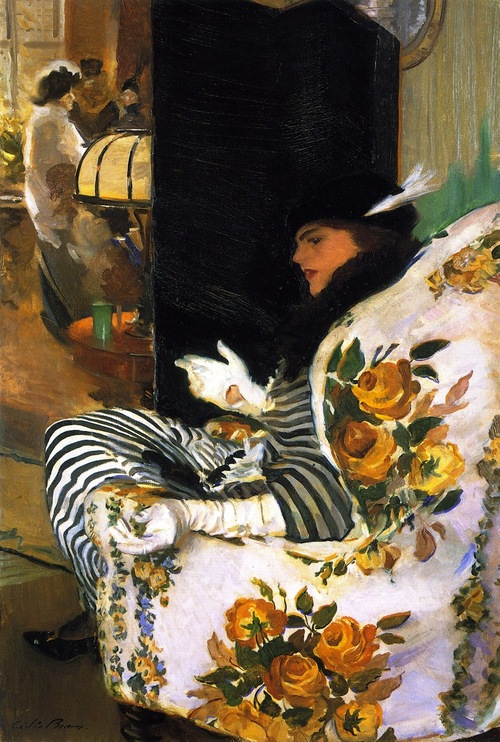
After The Meeting (1914)
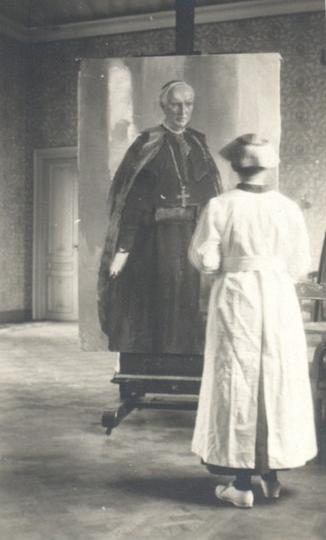
Foto: Beaux malt Cardinal Mercier in ihrem Atelier (1919)

## Auszeichnungen
- 1889 Pariser Weltausstellung
- 1893 Gewinnerin der Goldmedaille des Philadelphia Art Club
- 1902 Wahl zum Mitglied der National Academy of Design, New York City[2]
- 1930 Mitglied der American Academy of Arts and Letters[3]
- 1942 Goldmedaille der American Academy of Arts and Letters
- 1960 Logan Medal of the Arts, postum